# Ole Amund Sveen
Ole Amund Sveen (Gjøvik, 5 gennaio 1990) è un calciatore norvegese, centrocampista del Raufoss.

## Carriera

### Club
Sveen è cresciuto nelle giovanili del Redalen, per poi entrare a far parte di quelle del Raufoss. Ha esordito per quest'ultima squadra nel corso della stagione 2009, in 2. divisjon. È rimasto in squadra per tre anni.
Il 21 dicembre 2011, lo Strømsgodset ha annunciato di aver tesserato Sveen, col giocatore che ha firmato un contratto triennale valido a partire dal 1º gennaio 2012. Ha debuttato in Eliteserien in data 16 luglio 2012, quando ha sostituito Lars Iver Strand nella vittoria casalinga per 2-1 sul Sandnes Ulf. Il 18 luglio 2013 ha giocato la prima partita nelle competizioni UEFA per club, subentrando a Bismark Adjei-Boateng nel pareggio interno per 2-2 contro il Debrecen, sfida valida per i turni preliminari dell'Europa League.
Il 9 agosto 2013, Sveen è stato ceduto all'HamKam con la formula del prestito. L'11 agosto ha quindi disputato la prima partita in 1. divisjon, sostituendo Daniel Bekkevold nella vittoria per 1-0 sull'Hødd. L'8 settembre successivo sono arrivate invece le prime reti, con una doppietta nel successo per 3-2 sul Bryne.
Il 21 marzo 2014, Sveen è stato tesserato dall'Hødd, per cui ha firmato un accordo biennale. Ha debuttato in squadra il 7 aprile, subentrando ad Andreas Rekdal nella vittoria per 0-1 in casa dell'HamKam. Il 1º maggio ha siglato il primo gol, nella vittoria per 1-3 in casa del Mjøndalen.
Il 25 novembre 2015 è stato ufficializzato il suo passaggio al Sogndal, con un contratto biennale. È tornato a calcare i campi dell'Eliteserien il 13 marzo 2016, quando è stato schierato titolare nella sconfitta per 2-0 subita sul campo del Bodø/Glimt. L'8 maggio seguente ha trovato il primo gol nella massima divisione locale, contribuendo alla vittoria per 1-3 arrivata in casa dell'Aalesund.
Il 10 giugno 2019, è stato reso noto il trasferimento di Sveen al Bodø/Glimt, con un contratto valido dal 1º agosto successivo e fino al 31 dicembre 2021. Il 5 agosto 2019 ha quindi esordito con la nuova maglia, schierato titolare nella vittoria per 1-3 in casa della sua ex squadra dello Strømsgodset. Il 26 agosto seguente ha trovato il primo gol, nel successo per 4-0 sul Vålerenga.
Il 2 ottobre 2020, Sveen è passato al Mjøndalen, con un accordo valido fino al 31 dicembre 2022. Ha giocato la prima partita in squadra il giorno seguente, schierato titolare nella sconfitta per 4-1 in casa del Vålerenga; il primo gol è arrivato il 7 novembre, nel successo interno per 3-0 sullo Strømsgodset.
Il Mjøndalen è retrocesso in 1. divisjon al termine del campionato 2021. Il 23 agosto 2022, Sveen ha firmato un nuovo contratto con il club, valido fino al 31 dicembre 2024.
Il 25 gennaio 2025 ha fatto ritorno al Raufoss, per cui ha firmato un contratto annuale.

## Statistiche

### Presenze e reti nei club
Statistiche aggiornate al 25 gennaio 2025.
| Stagione            | Club                | Campionato          | Campionato | Campionato | Coppe nazionali | Coppe nazionali | Coppe nazionali | Coppe continentali | Coppe continentali | Coppe continentali | Supercoppe | Supercoppe | Supercoppe | Totale | Totale |
| Stagione            | Club                | Comp                | Pres       | Reti       | Comp            | Pres            | Reti            | Comp               | Pres               | Reti               | Comp       | Pres       | Reti       | Pres   | Reti   |
| ------------------- | ------------------- | ------------------- | ---------- | ---------- | --------------- | --------------- | --------------- | ------------------ | ------------------ | ------------------ | ---------- | ---------- | ---------- | ------ | ------ |
| 2009                | Raufoss             | 2D                  | ?          | ?          | CN              | ?               | ?               | -                  | -                  | -                  | -          | -          | -          | ?      | ?      |
| 2010                | Raufoss             | 2D                  | ?          | ?          | CN              | ?               | ?               | -                  | -                  | -                  | -          | -          | -          | ?      | ?      |
| 2011                | Raufoss             | 2D                  | ?          | ?          | CN              | ?               | ?               | -                  | -                  | -                  | -          | -          | -          | ?      | ?      |
| 2012                | Strømsgodset        | ES                  | 2          | 0          | CN              | 4               | 0               | -                  | -                  | -                  | -          | -          | -          | 6      | 0      |
| gen.-ago. 2013      | Strømsgodset        | ES                  | 2          | 0          | CN              | 1               | 0               | UEL                | 2                  | 0                  | -          | -          | -          | 5      | 0      |
| Totale Strømsgodset | Totale Strømsgodset | Totale Strømsgodset | 4          | 0          |                 | 5               | 0               |                    | 2                  | 0                  |            | -          | -          | 11     | 0      |
| ago.-dic. 2013      | HamKam              | 1D                  | 11+1       | 3+0        | CN              | -               | -               | -                  | -                  | -                  | -          | -          | -          | 12     | 3      |
| 2014                | Hødd                | 1D                  | 28         | 4          | CN              | 1               | 0               | -                  | -                  | -                  | -          | -          | -          | 29     | 4      |
| 2015                | Hødd                | 1D                  | 29+1       | 5+0        | CN              | 3               | 1               | -                  | -                  | -                  | -          | -          | -          | 33     | 6      |
| Totale Hødd         | Totale Hødd         | Totale Hødd         | 57+1       | 9+0        |                 | 4               | 1               |                    | -                  | -                  |            | -          | -          | 62     | 10     |
| 2016                | Sogndal             | ES                  | 28         | 7          | CN              | 0               | 0               | -                  | -                  | -                  | -          | -          | -          | 28     | 7      |
| 2017                | Sogndal             | ES                  | 2          | 1          | CN              | 0               | 0               | -                  | -                  | -                  | -          | -          | -          | 2      | 1      |
| 2018                | Sogndal             | 1D                  | 0          | 0          | CN              | 0               | 0               | -                  | -                  | -                  | -          | -          | -          | 0      | 0      |
| gen.-lug. 2019      | Sogndal             | 1D                  | 12         | 2          | CN              | 2               | 2               | -                  | -                  | -                  | -          | -          | -          | 14     | 4      |
| Totale Sogndal      | Totale Sogndal      | Totale Sogndal      | 42         | 10         |                 | 2               | 2               |                    | -                  | -                  |            | -          | -          | 44     | 12     |
| ago.-dic. 2019      | Bodø/Glimt          | ES                  | 10         | 1          | CN              | -               | -               | -                  | -                  | -                  | -          | -          | -          | 10     | 1      |
| gen.-ott. 2020      | Bodø/Glimt          | ES                  | 8          | 0          | -               | -               | -               | UEL                | 2                  | 0                  | -          | -          | -          | 10     | 0      |
| Totale Bodø/Glimt   | Totale Bodø/Glimt   | Totale Bodø/Glimt   | 18         | 1          |                 | -               | -               |                    | 2                  | 0                  |            | -          | -          | 20     | 1      |
| ott.-dic. 2020      | Mjøndalen           | ES                  | 9+1        | 1+0        | -               | -               | -               | -                  | -                  | -                  | -          | -          | -          | 10     | 1      |
| 2021                | Mjøndalen           | ES                  | 25         | 1          | CN              | 2               | 0               | -                  | -                  | -                  | -          | -          | -          | 27     | 1      |
| 2022                | Mjøndalen           | 1D                  | 27         | 0          | CN              | 1               | 0               | -                  | -                  | -                  | -          | -          | -          | 28     | 0      |
| 2023                | Mjøndalen           | 1D                  | 22         | 0          | CN              | 2               | 0               | -                  | -                  | -                  | -          | -          | -          | 24     | 0      |
| 2024                | Mjøndalen           | 1D                  | 26+2       | 3+0        | CN              | 0               | 0               | -                  | -                  | -                  | -          | -          | -          | 28     | 3      |
| Totale Mjøndalen    | Totale Mjøndalen    | Totale Mjøndalen    | 109+1      | 5+0        |                 | 5               | 0               |                    | -                  | -                  |            | -          | -          | 115    | 5      |
| 2025                | Raufoss             | 1D                  | 0          | 0          | CN              | 0               | 0               | -                  | -                  | -                  | -          | -          | -          | 0      | 0      |
| Totale Raufoss      | Totale Raufoss      | Totale Raufoss      | ?          | ?          |                 | ?               | ?               |                    | -                  | -                  |            | -          | -          | ?      | ?      |
| Totale              | Totale              | Totale              | 241+3+     | 25+0+      |                 | 16+             | 3+              |                    | 4                  | 0                  |            | -          | -          | 264+   | 28+    |